# 将来型攻撃偵察機
将来型攻撃偵察機（Future Attack Reconnaissance Aircraft, FARA, 「ファラ」と発音）計画は、将来型垂直離着陸機（Future Vertical Lift, FVL）計画の一部をなすものであり、ベルOH-58カイオワ偵察ヘリコプターの後継機を開発するため、2018年にアメリカ陸軍により開始された計画である。2014年に退役したOH-58の後継機に関しては、これまでに、軽ヘリコプター実験機（Light Helicopter Experimental, 1982年～2004年, ボーイング・シコルスキーRAH-66コマンチ）、武装偵察ヘリコプター（Armed Reconnaissance Helicopter, 2004年～2006年, ベルARH-70 アラパホ）および武装偵察機（Armed Aerial Scout, 2012～2013年, 民間既製機を評価・検討）という3つの計画が進められてきたが、いずれも量産開始前に中止となっていた。
2019年4月、FARA候補機の設計契約がAVXエアクラフト（L3ハリス・テクノロジーズと提携）、ベル・ヘリコプター、ボーイング、カレム・エアクラフトおよびシコルスキー・エアクラフト（ロッキード・マーティン傘下）の5社と締結され、2020年3月には、その中からベルとシコルスキーの2社が選定された。2024年2月8日、アメリカ陸軍は現代の戦場に対する冷静な評価に基づき、FARAの計画中止を発表した。

## 設計目標
陸軍の関係者から「将来の陸軍航空におけるナイフ・ファイター」と呼ばれているFARAには、小さな機体に高い能力を詰め込むことが要求されている。
FARA候補機の提案要求書は、エンジンに改善型タービン・エンジン・プログラム（Improved Turbine Engine Program, ITEP）で選定されたものを使用するように定めている。一方、機体の設計に関しては、ローターの直径および胴体幅が40フィート以下という最大寸法を除き、ほとんど制限を設けていない。ただし、官給品（武装およびエンジン）を使用して価格の低減を図るとともに、所望の戦闘行動半径、航続距離およびペイロードを実現することが求められている。

## 歴史
OH-58は、2014年に後継機が未定のまま退役した。陸軍は、3つの後継機プログラムが量産に至る前に中止となったことを受け、OH-58の耐用年数延長プログラムを実行しようとしたが、予算が削減されたことから、そのまま退役させることを余儀なくされた。その後は、AAI RQ-7シャドー無人機とペアを組んだボーイングAH-64アパッチ攻撃ヘリが、OH-58の代替として武装偵察任務に用いられてきた。
FARAは、将来型垂直離着陸機（Future Vertical Lift, FVL）計画の一部であり、統合多用途技術実証（Joint Multi-Role Technology Demonstration, JMR-TD）プログラムの成果を踏襲している。
2018年6月22日、アメリカ陸軍は、偵察ヘリコプターに関する提案書の草案を公表し、2機種の飛行可能な試作機を2023年までに製造して、最終契約を競わせることを発表した。2018年10月3日、アメリカ陸軍は、正式な提案要求書を発出し、そのスケジュールの概要を示した。
- 2019年6月：4機種から6機種の当初の候補機種について契約を締結
- 2020年3月：当初の候補機種から、飛行可能な試作機を製造する2機種を選定
- 2022年11月：2機種の試作機の性能比較試験を実施
- 時期未定：性能比較試験の結果に基づき契約を締結

ウォリー・リューゲン准将を責任者とするFARAの調達においては、第1開発段階で選定された候補機に対し、1機種あたり1,500万ドルを支出することが予定されている。2機種の試作候補機に対しては、性能比較を行うための飛行可能な機体の製造費用として、それぞれ7億3,500万ドルが支払われる予定である。
2019年4月、陸軍は、AVXエアクラフト／L3ハリス・テクノロジーズ、ベル・ヘリコプター、ボーイング、カレム・エアクラフトおよびシコルスキー・エアクラフトの5社との間で、候補機に関する契約を締結した 。MDヘリコプターズは、陸軍の要求を満たすため、翼を追加したMD902の派生機を開発していたが、設計段階で候補機として選定されなかった。

## 候補

### シコルスキー
シコルスキーのFARA候補機は、シコルスキーX2およびシコルスキーS-97レイダーに用いられている複合同軸反転ローターおよび推進プロペラを採用する、と述べた。S-97は、武装偵察機（Armed Aerial Scout）計画用として開発された機体である。
2019年10月、シコルスキーは、S-97レイダーを2019年2月にITEPで選択されたゼネラル・エレクトリックのT901-900ターボシャフトエンジンを搭載できるようにスケールアップし、シコルスキー・レイダーXとして公表した。

### ベル
ベルの親会社であるテキストロンのCEOは、同社のFARA候補機は、ベルV-280バローの発展型ではなく、ベル525リレントレス用に開発された技術に基づいて設計されたものになる、と述べていた。
2019年10月、ベルはFARA候補機として、シングル・ローター方式でダクテッド・テール・ローターを装備する、有翼ヘリコプターのベル360 インビクタスを発表した。

## 落選した候補

### ボーイング
2019年10月現在、ボーイングは、そのFARA候補機の詳細について、まだ公表していない。すでに発表されているコンパウンド・アパッチをベースにしたものとなるのかどうかについても、明言を避けている。

### カレム
2019年7月、カレム・エアクラフトはFARA候補機の設計を行うにあたって、ノースロップ・グラマンおよびレイセオンとパートナーを組むことを発表した。
2019年10月16日、カレムは、リジッド方式のメイン・ローター、スイベル式のテール・ローター兼推進プロペラおよび翼を装備した複合ヘリコプターであるAR40のデザインを公表した。

### AVX/L3
AVX/L3は、2019年4月に実施された陸軍航空協会（Army Aviation Association）のサミット・ミーティングにおいて、その候補機を公表した。AVX/L3が複合同軸反転式ヘリコプター（Compound Coaxial Helicopter, CCH）と呼ぶこの航空機は、サイド・バイ・サイドに配置されたコックピットを採用し、複合同軸反転式のメイン・ローターに加えて、前進および後進推力を発生できるダクテッド・ファンを尾部に備えている。